# Скульптура Беларуси

## Скульптура и мелкая пластика
Многочисленные памятники искусства IX—X вв. отражают языческие магические представления восточных славян. В их дохристианских верованиях обожествлялись солнце и луна, горы и камни, озера и реки, деревья и рощи, а также животные: лошади, быки, медведи.
Боги, которые олицетворяли стихийные явления природы, часто представлялись в виде людей. На первом месте среди них был Перун — бог грома, молнии и, вероятно, земледелия. В Полоцке на левом берегу реки Полоты, по преданиям, находилось капище Перуна и стояли языческие идолы.
Бог солнца был также известен под названиями Хорс, Дажбог, Купала и Ярило. Автор «Слова о полку Игореве», характеризуя полоцкого князя Всеслава, говорит, что он волком перебегал путь великому Хорсу. Это значит, что слава князя соперничало со славой самого бога солнца.
Статуи языческих богов ставились в память о конкретных людях, которые при жизни пользовались славой и уважением, — князьях, воинах, колдунах.
В русле Западной Двины находятся валуны, которым, по-видимому, поклонялись в пору язычества древние полочане.

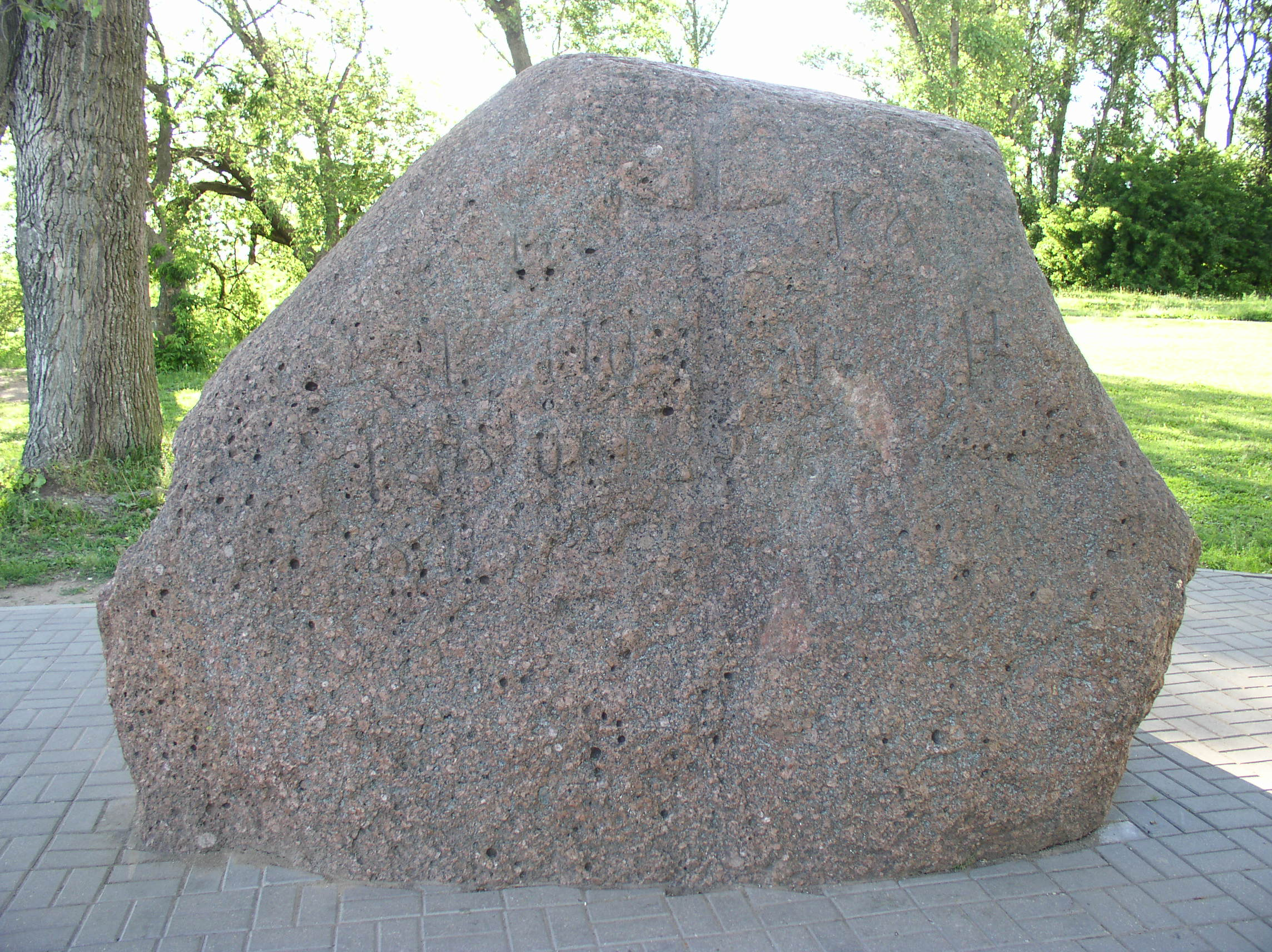
Борисов камень в Полоцке

Эту мысль подтверждают кресты и надписи на камнях, которые в XII в. приказал вырубить полоцкий князь Борис Всеславич. Один такой камень с надписью «Господи помози рабу своему Борису» сохранился около Полоцка. В 1171 г. по приказу сына Бориса Рогволода, который княжил в то время в Друцке, на валуне высотой 3 м высечены шестиконечный крест и надпись: «В лето 6679 мая в 7 день доспен (иссечен) крест сей. Господн помози рабу своему Василию в крещении именем Рогволода сыну Борисову». Высота букв 15 см. Надпись красиво расположены вокруг креста.
Пластика находилась у истоков искусства славян. Миниатюрные скульптурки археологи находят в погребениях VIII — начала X в. При раскопках кривицкого кургана около с. Барки на Полоччине обнаружено более десятка уток, сделанных из кости, длиной 3 см. Их носили на шее как ожерелье. В кургане около с. Рудня (также на Полоччине) сохранилась головка лошади из кости (длина фрагмента 2,6 см). На миниатюрной скульптуре хорошо передана конская упряжь того времени.

### Шахматные фигуры

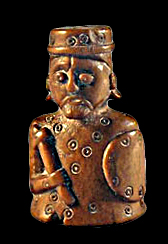
Царь из Берестья

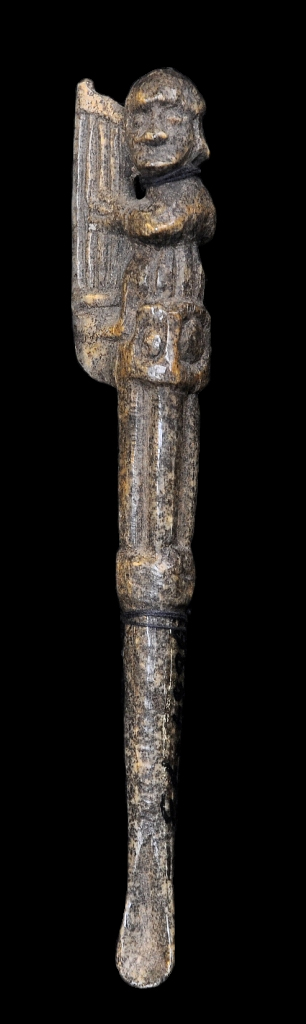
Копоушка из Новогрудка, XII в.

Древние традиции резьбы прослеживаются на костяных шахматных фигурках. Первое знакомство с шахматами у населения территории Белоруссии произошло не позднее XI в., о чём свидетельствует фигура коня XII в. из поселения на реке Менке в верховья Птичи под Минском. Шахматы приходили из Персии и Средней Азии вероятно, через Хазарский каганат и Волжскую Булгарию. Поскольку ислам запрещал изображение живых существ, шахматные фигуры носили абстрактный характер. Такой вид имеет и фигура, найденная в поселении на Менке.
Ремесленники Киевской Руси производили стилизованные шахматные фигуры по восточным образцам. Большинство фигур имели форму цилиндриков, конусов, пирамидок. Костяные фигурки коней делались в XII в. в виде цилиндрика с одним боковым выступом в верхней части, который символизировал голову. Такие фигуры найдены в Новогрудке и Турове. Цилиндрики с двумя боковыми выступами представляли шахматную фигуру слона. Они найдены в Друцке. Ладью в древности арабы называли рухом по названию фантастической птицы Рух из персидского сказочного эпоса. Обычно её делали с двумя поднятыми крыльями. Шахматная фигура имела внизу прямоугольную основу, а сверху — два выступа. Шахматная ладья «рух» XII в. найдена в Копыси. Она напоминает средневековый арабский «рух», но имеет и свои особенности. Костяная фигурка аналогичного характера найдена в Волковыске.
Кроме абстрактных шахматных фигур популярными были так называемые шахматы «с личиками», которые производились в реалистичной манере. Их вырезали из кости или камня. Каждая такая фигура XII—XIII вв. — это по-мастерски вырезанная миниатюрная скульптура, в которой запечатлены живые наблюдения резчика и опыт художественной резьбы, приобретенный славянами ещё во времена язычества. На Белоруссии найдено пять фигур «с личиками», которые датируются XII—XIII вв. Мастерство их исполнения и точность передачи деталей свидетельствуют о том, что они сделаны талантливыми местными резчиками.
Шахматная фигура царя (так на Руси называли короля) обнаружена на Брестском городище, фигура, вероятно, ферзя, найдена в Лукомле. Миниатюрная шахматная фигура из Гродно из светло-желтого камня имеет вид небольшого речного судна с воинами на носу и корме. В Волковыске найдена вторая, уже костяная фигура ладьи в форме корабля на ножке с прямоугольной основой, у бортов которого посередине стоят два молодых воина. Бесспорно сходство гродненской ладьи с известным в XII в. на Руси особым типом судна, так называемым насадом, приспособленным для боя на узких реках. В Волковыске была найдена также уникальная для шахмат XII в. костяная пешка, которая представляет собой миниатюрную скульптурку барабанщика на треугольной основе.
Все шахматные фигуры очень близки между собой по выполнению и обработке, что свидетельствует об отличительности стиля в миниатюрной скульптуре древней Белоруссии. Шахматные миниатюры XII—XIII вв.— важное подтверждение высокого уровня как материальной, так и духовной культуры тогдашнего населения Белоруссии.
Близкая по манере исполнения к описанным шахматных фигур находка XII в. из Новогрудка — копоушка, на которой помещено изображение древнего музыканта, играющего на струнном щипковом инструменте.

### Образки
С принятием христианства начали появляться произведения, которые отражали христианский культ. Особенно ценились каменные иконки, которые носили на груди, иногда в мешочках.

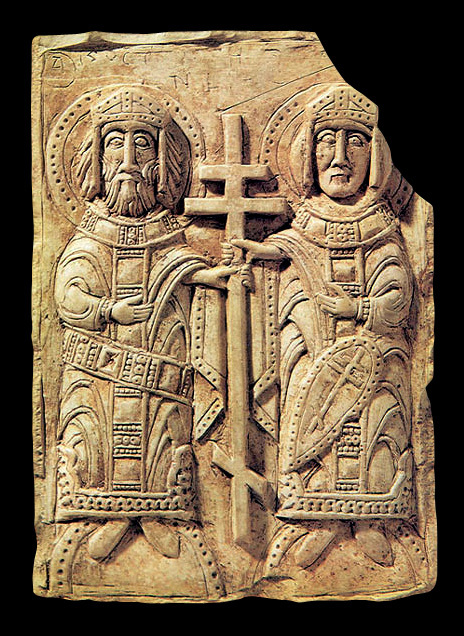
Иконка с изображением Константина и Елены, середина XII в. — 20-е гг. XIII вв.

При раскопках полоцкого Верхнего замка в 1967 г. было обнаружено прекрасное произведение мелкой каменной пластики 20-х годов XIII в. — иконка с рельефным изображением царя Константина и царицы Елены, которые держат перед собой восьмиконечный крест, помещенный на подставке. Иконографически такая композиция довольно близка к византийским образцам, но по стилю она аналогична памятникам древнерусской мелкой пластики раннего времени. В значительной мере иконка затронута романскими влияниями. Западные тенденции прослеживаются в общей трактовке коренастых фигур, подчеркнутой линейности, характерной передаче складок одежды.

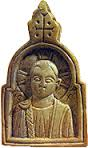
Каменная иконка Спас Эммануил XII в., найденая на территории окольного города Пинска

На территории окольного города древнего Пинска найдена иконка Спаса Эммануила, которая, возможно, был сделан в Византии или местным мастером под сильным византийским влиянием. Резьба выполнена в довольно высоком рельефе, характер которого и особенности трактовки лица напоминают лучшие образцы византийской пластики эпохи неоклассицизма.

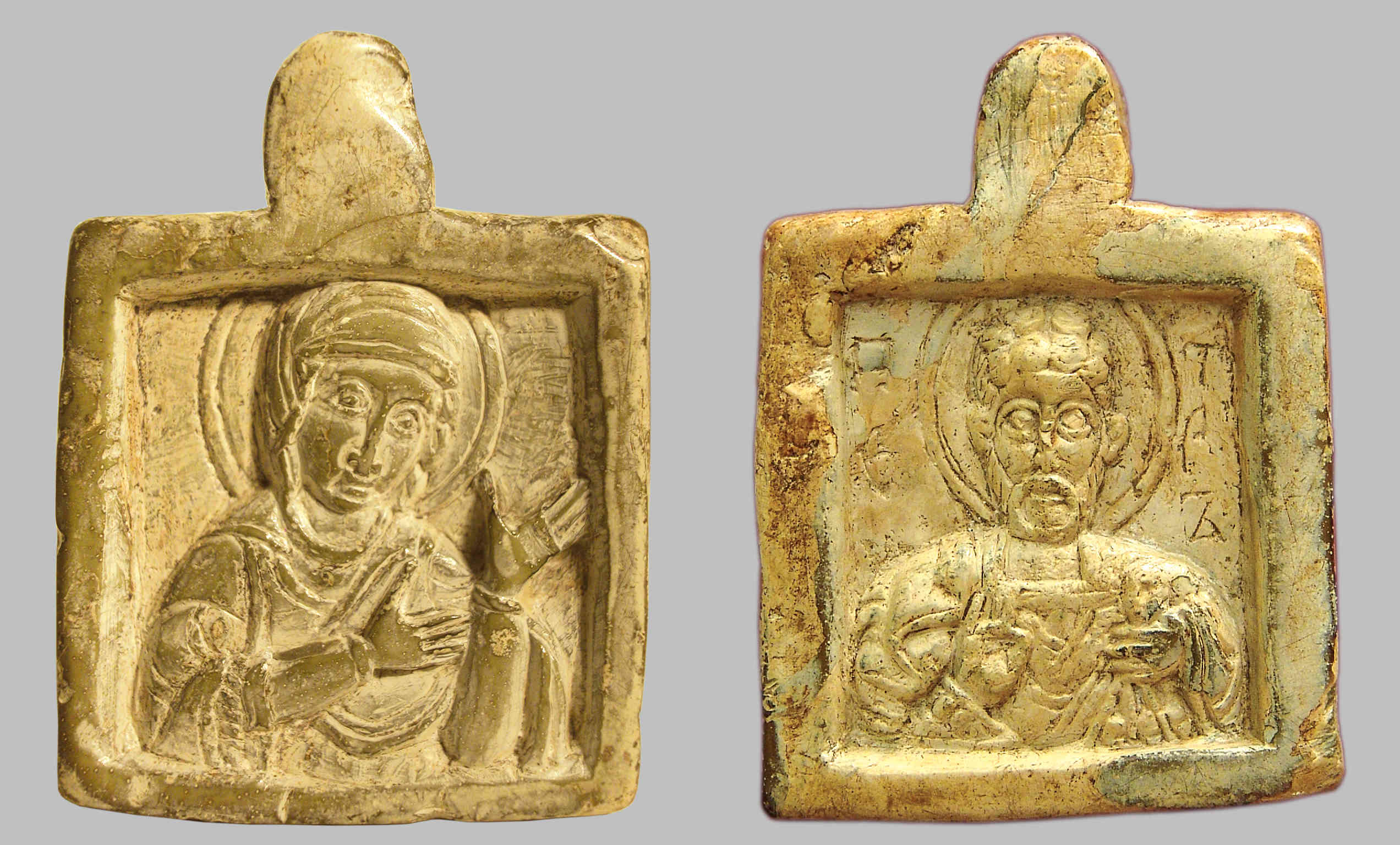
Двусторонний иконку с Минского замчища

Уникальная двусторонняя иконка почти квадратной формы конца XII — начала XIII вв. найдена на замчище в Минске. На одной его стороне — поясное изображение Богоматери Халкопратийской, трактовка лица которой напоминает иконку Константина и Елены из Полоцка. Изображение Богоматери Халкопратийской хорошо известно на византийских камеях, однако в восточнославянской мелкой каменной пластике встречается впервые. На другой стороне иконки — изображение апостола Петра. Изображения построили на традициях объёмов, фигуры пластичные, резьба барельефно-горельефная.
Иконка Николая и архидиакона Стефана конца XII в., найденная также на Минском замчище, значительно отличается от предыдущих образцов. Николай и Стефан выполнены в рост, моделировка лиц сочная, пластичная. Фигуры с большими головами и несколько уменьшенными туловищами. Такой же образок, отлитый из бронзы, найденный на городище XI в. на р. Менке в окрестностях Минска, и, видимо, был прототипом каменного образка.
Среди иконок, сделанных из кости, особого внимания заслуживает прямоугольная пластинка от триптиха XII в. из Волковыска, на которой вырезано погрудное изображение архангела Гавриила или Михаила, по-видимому, Петра, а также Юрия или Прокопия; на обратной стороне — рельефный четырёхконечный крест удлиненных пропорций с медальонами. По мнению А. В. Банк, пластинка воспроизводит часть византийского триптиха из слоновой кости. Некоторые исследователи полагают, что образок мог быть сделан по византийскому образцу в древнем Волковыске местным мастером, который хорошо владел инструментом и умело обрабатывал материал.

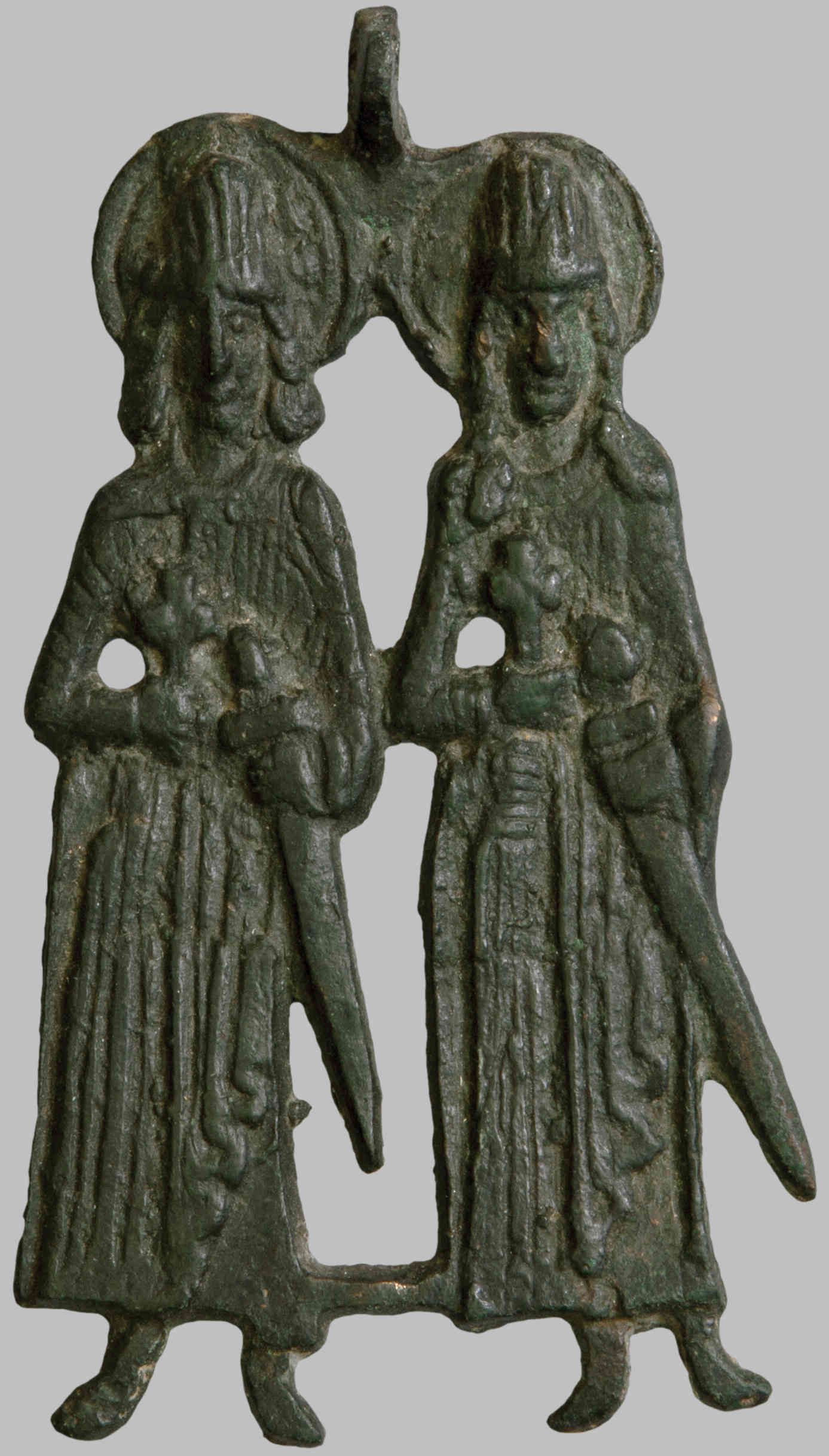
Бронзовая иконка с изображением Бориса и Глеба, XII в.

К большой группы изделий медного литья принадлежат литые бронзовые кресты-энколпионы XII—XIII вв., которые состоят из двух частей и помимо своей основной функции, связанной с культом, выполняли роль украшения. Энколпионы носили поверх одежды. В более поздних изделиях рельеф меньший, а изображения почти плоские. Литые бронзовые энколпионы найдены в Друцке, Минске, Полоцке, Гродне, Новогрудке, Турове, Могилеве, Бресте, Мстиславле, а также на Московицком городище около Браслава Значительная их часть, вероятно, сделана в Киеве, но не исключено, что некоторые созданы и местными мастерами по образцу киевских.
В Полоцкой земле под влиянием Киева были распространены произведения прикладного искусства с изображениями Святых Бориса и Глеба. Подвесная бронзовая иконка с изображением этих святых в рост найдена в Копыси. На этой иконке хорошо отражено освоение киевских и византийских традиций местными мастерами.
Интересной мелкой пластикой отличался Туров. Известны четыре небольшие овальные иконки-вставки, сделанные методом литья в глиняной форме, которые, очевидно, использовались для украшения крупных предметов религиозного культа. Горельефные реалистичные изображения святых, черты их лиц индивидуализированы. Четкими штрихами передана одежда и другие детали. Заслуживают внимания две иконки с изображениями Богоматери Агиосоритиссы и святого с раздвоенной бородой, возможно, Кирилла Туровского. То обстоятельство, что иконографический тип Агиосоритиссы представлен иконками из Минска, Турова и печатью из Полоцка, позволяет говорить о характерных особенностях мелкой пластики древних земель Белоруссии.

## XIV—XVI вв
Пластическое искусство Белоруссии XIV—XVI вв. имело неразрывную связь с художественными традициями Древней Руси, продолжало и развивало их, о чём наиболее ярко свидетельствуют произведения мелкой пластики, которая, как и в предыдущий период, получает значительное развитие. При археологических раскопках найдено большое количество литых крестов и иконок, которые были широко распространены в личном обиходе. Их носили на груди вместо прежних оберегов, на них клялись в верности и т. д. Тесно связанные с ремеслом, а потому и с народным творчеством, они отличались сравнительной самостоятельностью, определённой независимостью от церковных канонов, поэтому в них ярко проявились народные вкусы и представления.
Для XIV в. характерен четырёхконечный равнобедренный крест с медальонами на концах, в которых помещались изображения различных святых. Наиболее популярными были святые, которые в церковной литературе и народных поверьях считались защитниками от дьявольской силы, болезней, военной и дорожной опасности, «защитниками не столько общественной, хозяйственной, производственной деятельности, сколько самого человека, его благополучия» (например, архангел Сихаил, которого, по церковным писаниям, Бог послал на помощь Сисинию — главному спасителю от всяких болезней) Кресты-энколпионы с изображением архангела Сихаила в длинном одеянии и с жезлом в руках найдены на Мстиславском дворе и городище. Интересен бронзовый крест XIV в. с фигурами распятого Христа и легендарного Никиты, который бьет дьявола, найденный при раскопках в Лукомле. Бронзовый литой образок XVI века, найденный в Могилеве, с изображениями на правой стороне Матери Божьей с ребёнком, на оборотной — змеевика в круге, а под ним Федора Тирона с драконом, сочетает античные традиции змеевика с христианскими изображениями змееборца Федора. Именно такие иконки пришли на смену змеевикам, которые должны были охранять человека от несчастий и болезней.
В древнебелорусской пластике XV—XVI вв. находят отражение идеи защиты родины, воинского подвига, которые воплщались в образах святых воинов Бориса, Глеба, Юрия Победителя. Так, на бронзовом образке из Славгорода Могилевской области изображены Юрий на коне с копьем в руках.
На крестах и образках часто встречаются многофигурные композиции на различные евангельские темы. Изображения святых на этих и других образках и крестах плохо сохранились и потому недостаточно четкие, но тем не менее они дают представление о технике древнебелорусского ремесла, об обычаях и вкусах тогдашнего населения.
До нашего времени дошли также и немногие произведения мелкой пластики из камня, кости, дерева. Интересен двухрядный рельефный образок XV—XVI вв. из кости, найденный при археологических раскопках в Турове. Он, по-видимому, является незаконченной работой местного мастера и имеет прямоугольную форму с довольно широкой рельефной рамкой. В верхнем ряду — Спас Нерукатворный с двумя предстоящими, у одного из них отсутствует нимб, в нижнем — Никон и Николай. Изображения даны в довольно плоском рельефе, который мягко переходит к фону. Складки одежды указаны прямыми параллельными линиями Лица святых — широкоскулые, со сплюснутыми носами — напоминают крестьянские типы.
К XV в. относится редкий образец резьбы по камню — иконка Жировицкой Богоматери из яшмы. К сожалению, она очень плохо сохранилась, поэтому о её художественных качествах судить довольно трудно.

Некоторые представления об утраченных памятниках западнорусского искусство дает своеобразное и значительное творчество резчика Анании, который работал при дворе пинского князя Федора Ярославича (1499—1525). Его иконки четверти XVI в., «Премудрость сотвори себе храм» (одна хранится во Франции, другая — Русском музее в Санкт-Петербурге) и «Святой» (Русский музей, Санкт-Петербург), вырезаны из темной, твердой древесины, на них тексты исторического содержания: «Дана быстъ княземъ Федоромъ Ивановичемъ Ярославича Федороу Ивановичоу Щепиноу. Робилъ попъ Анания». Иконки были, по-видимому, створками миниатюрного дорожного складня, подаренной князем Федором Ивановичем боярину Щепину. Иконка «Премудрость сотвори себе храм» на тему притч Соломоновых иллюстрирует довольно редкий сюжет, который встречается всего в нескольких русских иконах и фресках. Этот сюжет Анания мог перенять из «Книги притч Соломоновых», которая вместе с другими была переведена на белорусский язык и напечатана впервые Франциском Скориной в 1517 г.. Композиции иконки «Праздники» — «Рождество Христово», «Преображение», «Вознесение», «Успение Богоматери» — иллюстрирующие важнейшие этапы земного пути воплощенной Премудрости, дополняют содержание иконки «Премудрость сотвори себе храм» и находятся с ним в органической взаимосвязи.

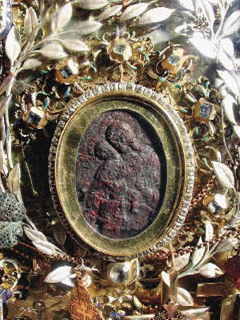
Икона Матери Божьей Жировицкой. XV в.
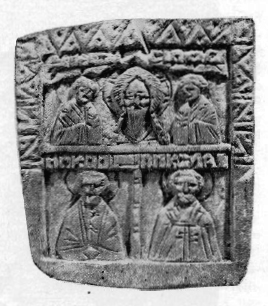
Иконка двухрядная из Турова XVI в. Институт истории НАНБ
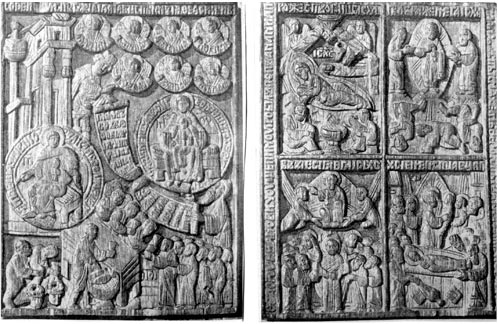
Мастер поп Анания. Двусторонняя икона: Премудрость сотвори себе храм; Праздники. Около 1517 - 1525 гг. Санкт-Петербург, Государственный Русский музей.
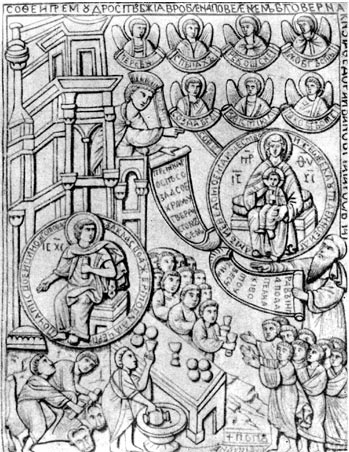
Премудрость сотвори себе храм. Прорисовка деревянной резной иконы, которая находилась в коллекции Бланжи в Париже.

В конце XIV—XV вв. в белорусской скульптуре усиливается влияние западноевропейского искусства, что было вызвано сложной внутренней и внешней политикой Великого княжества Литовского, многочисленными войнами, проникновением католичества, которое стало особенно ощущаться после заключения Кревской унии 1385 года. В белорусских землях начинает распространяться католическое землевладение, строятся костелы и монастыри: в Гайне (1387), Минске, Бресте (около 1390), в 1409 г. католической церкви отдается Бездеж и т. д. В костелах появляется полихромная деревянная и каменная скульптура. Она характеризуется тесной взаимосвязью с архитектурой, её художественными стилями и определяет новый этап в развитии белорусской пластики.
Самый ранний памятник, сохранившийся на территории Белоруссии,— «Распятие» (XIV в.) из Голубичей Витебской области — отмечен чертами романского стиля.
Отдельные скульптуры, выполненные над влиянием романского стиля, сохранились и за пределами Белоруссии, яркий пример — скульптура Николы Можайского. Плоскостная трактовка свидетельствует о том, что скульптура была сделана по заказу русского города, но, по-видимому, с участием белорусских мастеров. Православная церковь запрещала украшать храмы скульптурными изображениями, чем серьёзно сдерживала развитие пластики. Резные скульптуры были плоские и более походили на рельеф.

## Готика
Белорусская скульптура XV — начала XVI в. испытывает влияние готического искусства. В храмах появляются створчатые алтари-ретабло — сложные скульптурно-живописные комплексы, которые становятся их главной смысловой и декоративной доминантой. Скульптура помещается в центральной части алтаря — коробе, подвижные створки расписываются или на них крепятся рельефы. Готических алтарей на территории Белоруссии не сохранилось. До нашего времени дошли только отдельные скульптуры, которые когда-то входили в состав створочных алтарей-ретабло. Значительный художественную интерес представляют скульптуры Марии Магдалины и Иоанна Богослова из Мстибова, а также ряд алтарных скульптур из Новой Мыши (перевезены из Несвижского бенедиктинского женского монастыря), выполненных в традициях «ломаного» стиля.

Реминисценция позднеготического «ломаного» стиля в белорусской скульптуре конца XVI в. обусловлена наступлением Контрреформации, которая проходила в Белоруссии в форме насаждения католичества и униатства. Но эти реминисценции не задерживают развитие ренессанса, как это было, например, в Германии. В художественной культуре Белоруссии позднеготические традиции органично сочетаются с ренессансными, образуя своеобразный сплав. Это подтверждает мысль Н. Щекотихина, который в свое время отмечал, что готические формы долго держались в культуре Белоруссии и исчезли только в начале XVII в. под мощным натиском барокко. На рубеже поздней готики и ренессансных тенденций полоцким мастером создана скульптура Св. Григория Богослова (начало XVI в.), черты которой также присущи и скульптурам Анны и Иоакима из с. Здитово (середина XVI в.).

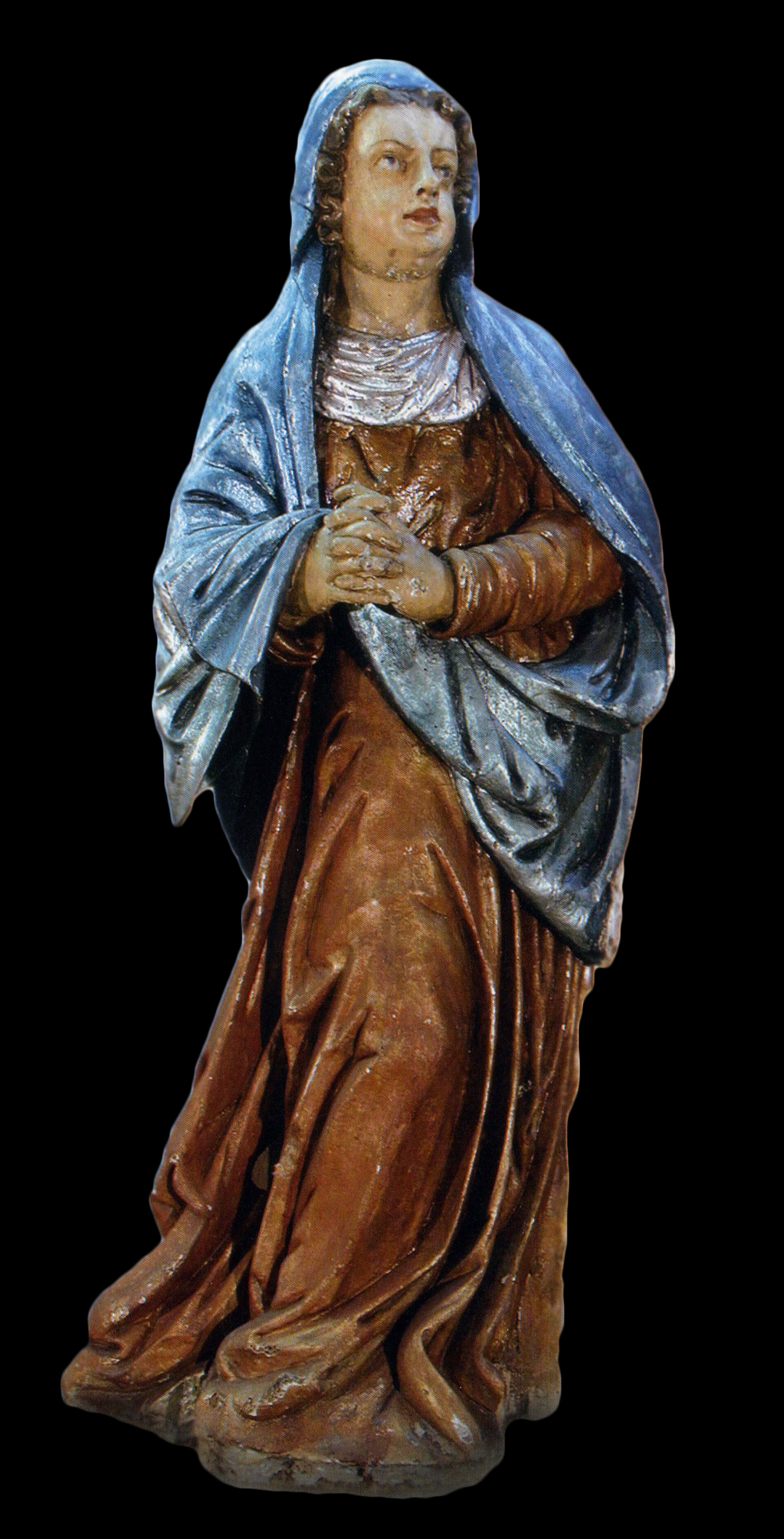
Матерь Божия
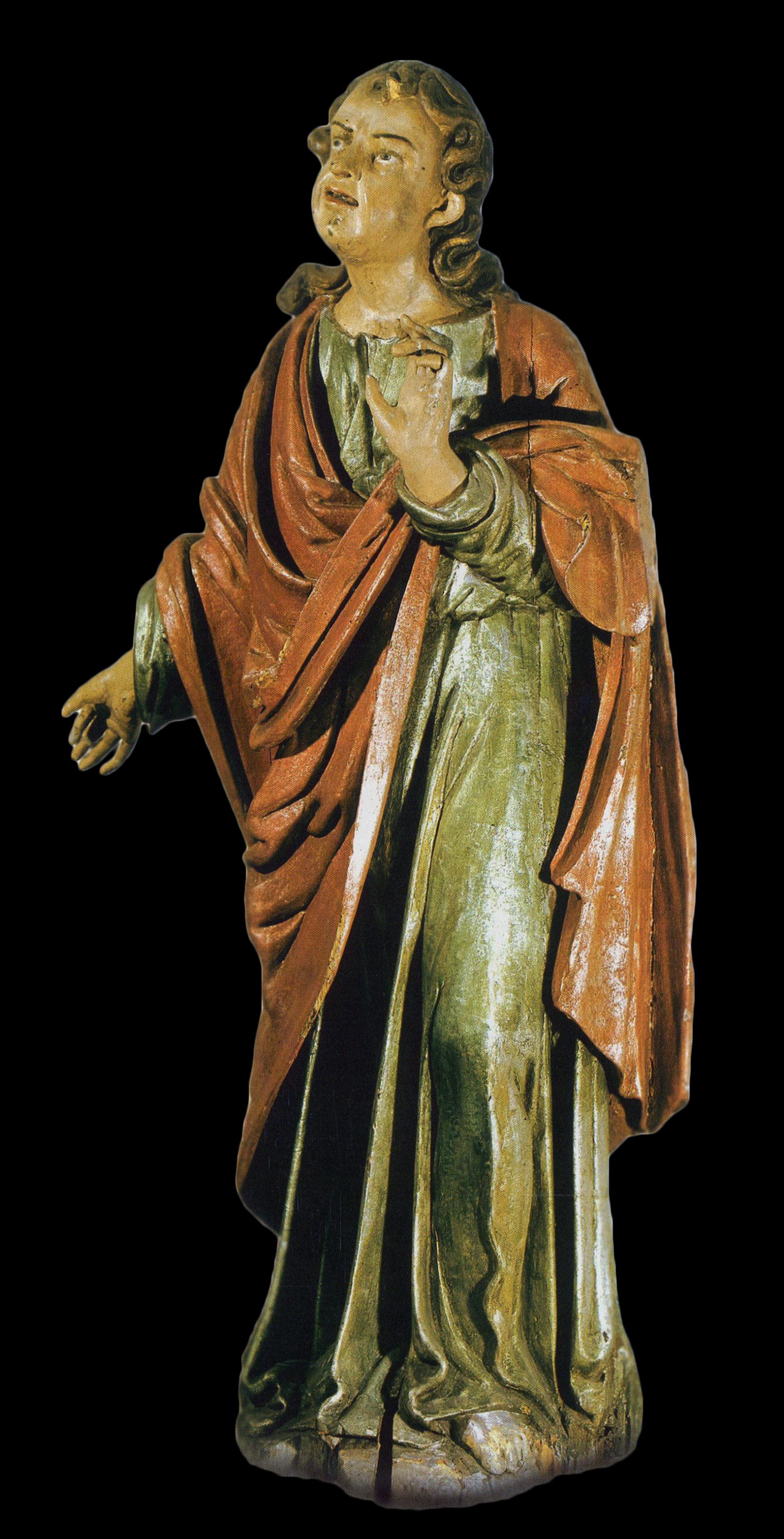
Апостол Иоанн
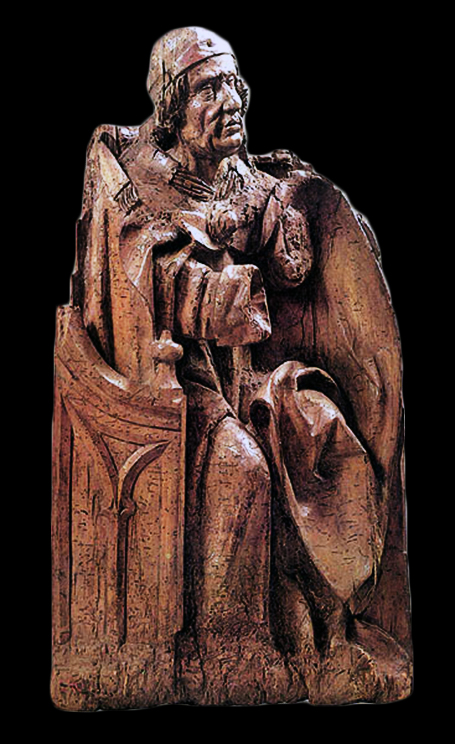
Святой Григорий Богослов
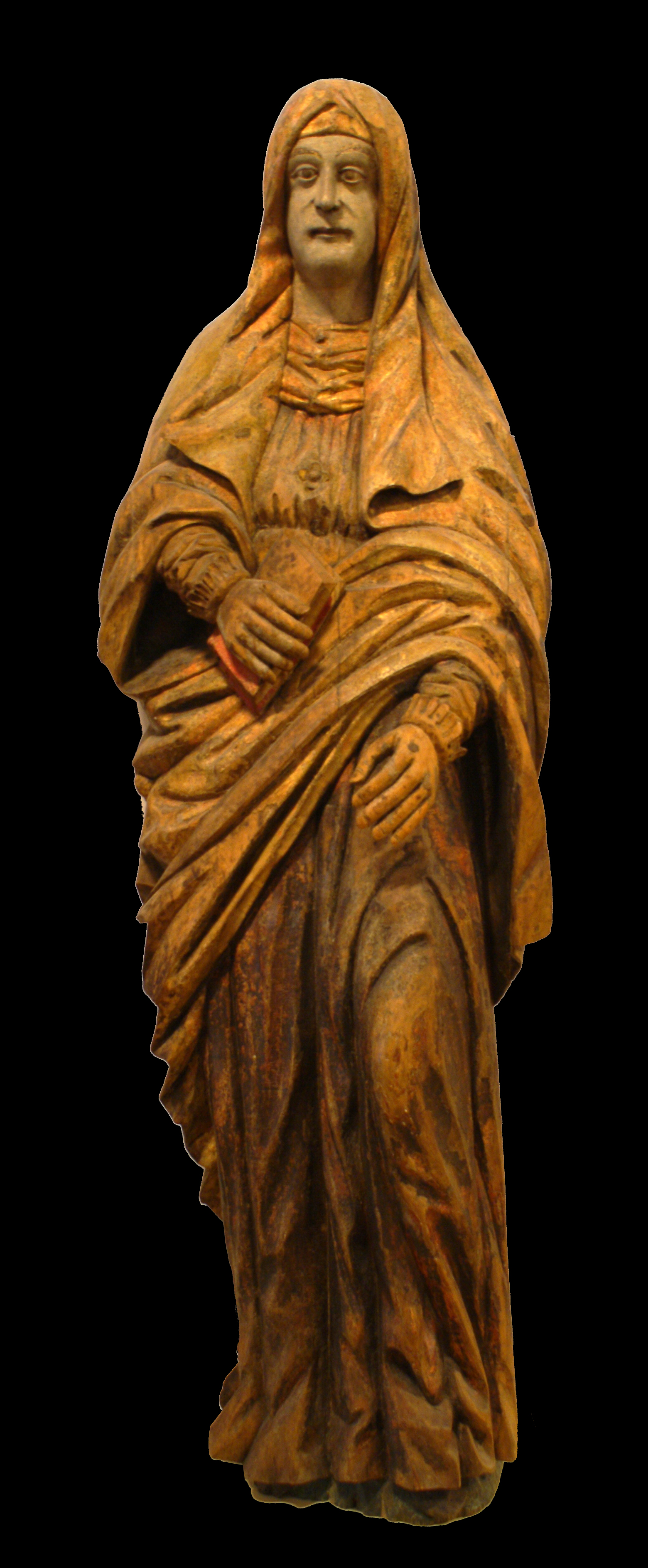
Святая Анна из Здитова. НХМ РБ
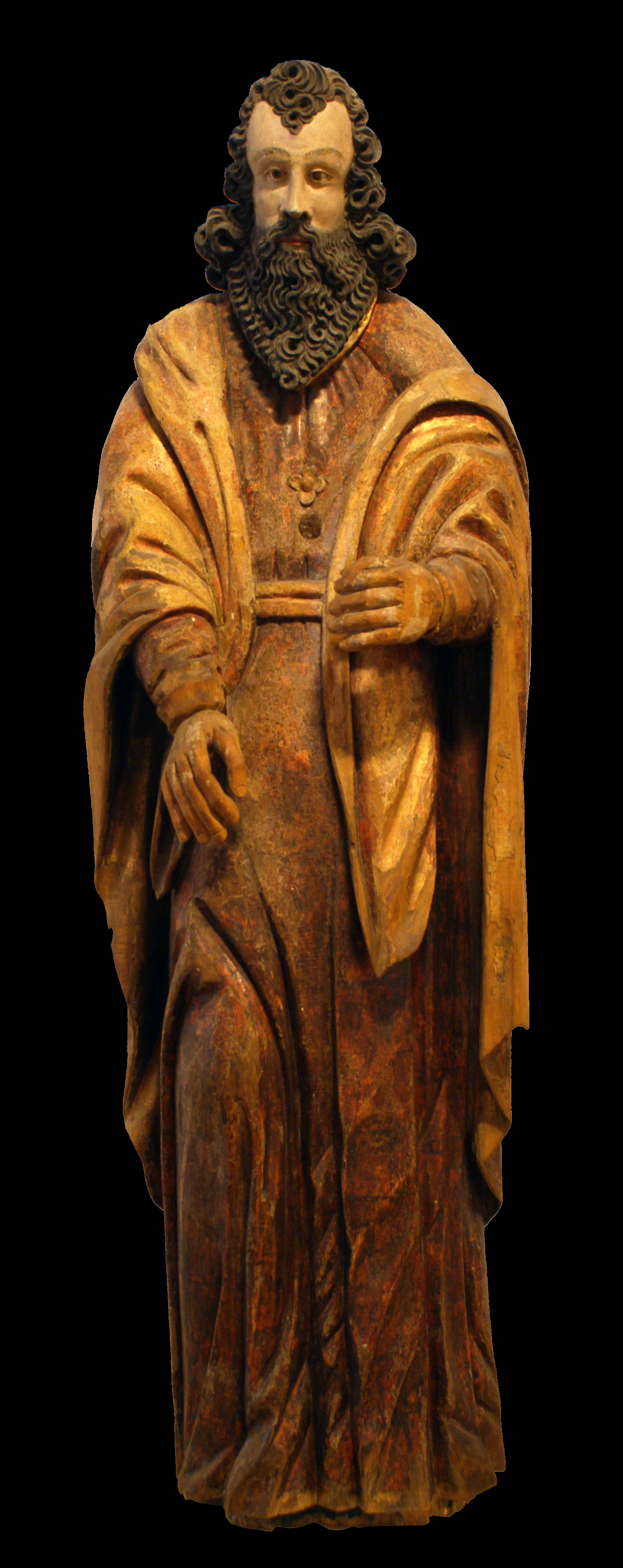
Святая Иоаким из Здитова. НХМ РБ

## Ренессанс
В XVI в. белорусскую культуру формирует экономическая, социально-политическая и идейная жизнь общества, в которой проявляются некоторые характерные черты Возрождения. Они находят отражение в литературе, архитектуре, живописи, гравюре, а также в скульптуре. Это можно заметить в выборе типажа, в стремлении отобразить формы человеческой фигуры, пристальном внимании к бытовым обстоятельств. Образам придаются черты индивидуальности, спокойной уверенности в собственном достоинстве, в ипостасях допускается больше свободы. Пластика становится объемной, рельеф многоплановым, пространственным, фон превращается в архитектурный пейзаж.

Под влиянием ренессанса значительные изменения происходят в оформлении храмов. На смену створочным алтарям-ретабло приходят пристенные ярусные алтари, где помещаются парные скульптуры. Традиции Возрождения наблюдаются в скульптурах «Екатерина Александрийская», «Елизавета Венгерская», «Праздники в рыцарских доспехах», «Казимир» из пос. Шерешево Брестской области, в композиции «Анна, Мария с младенцем» из Несвижа, от которой сохранился фрагмент «Мария с младенцем» (конец XVI в.). В жизненной наполненности образов, которые утверждают земную, реальную красоту матери и ребёнка, в пластической ясности языка и благородной сдержанности эмоций — ренессансная сущность этой скульптуры.

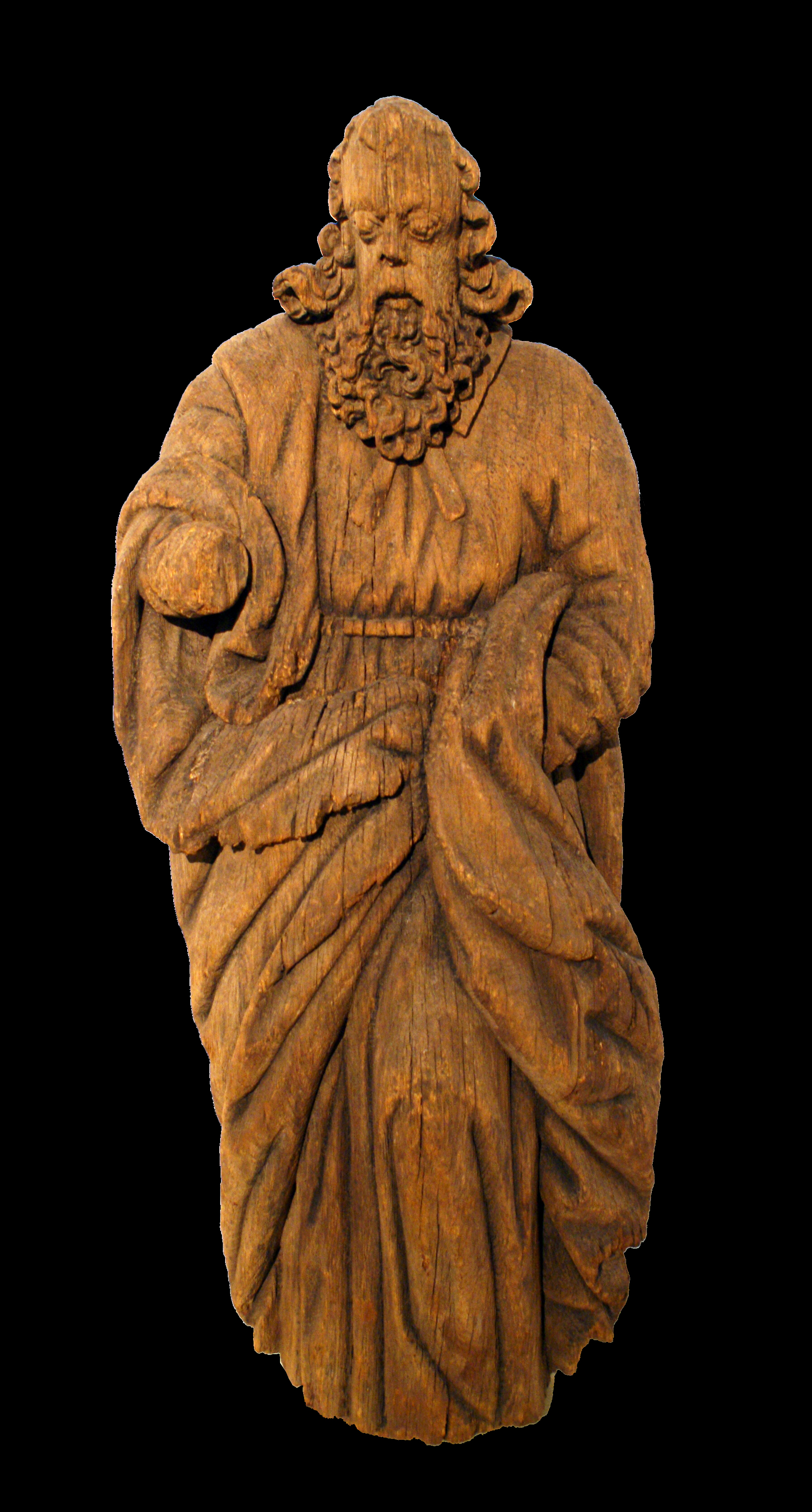
Апостол из Шашашова. Конец XVI в. НХМ РБ
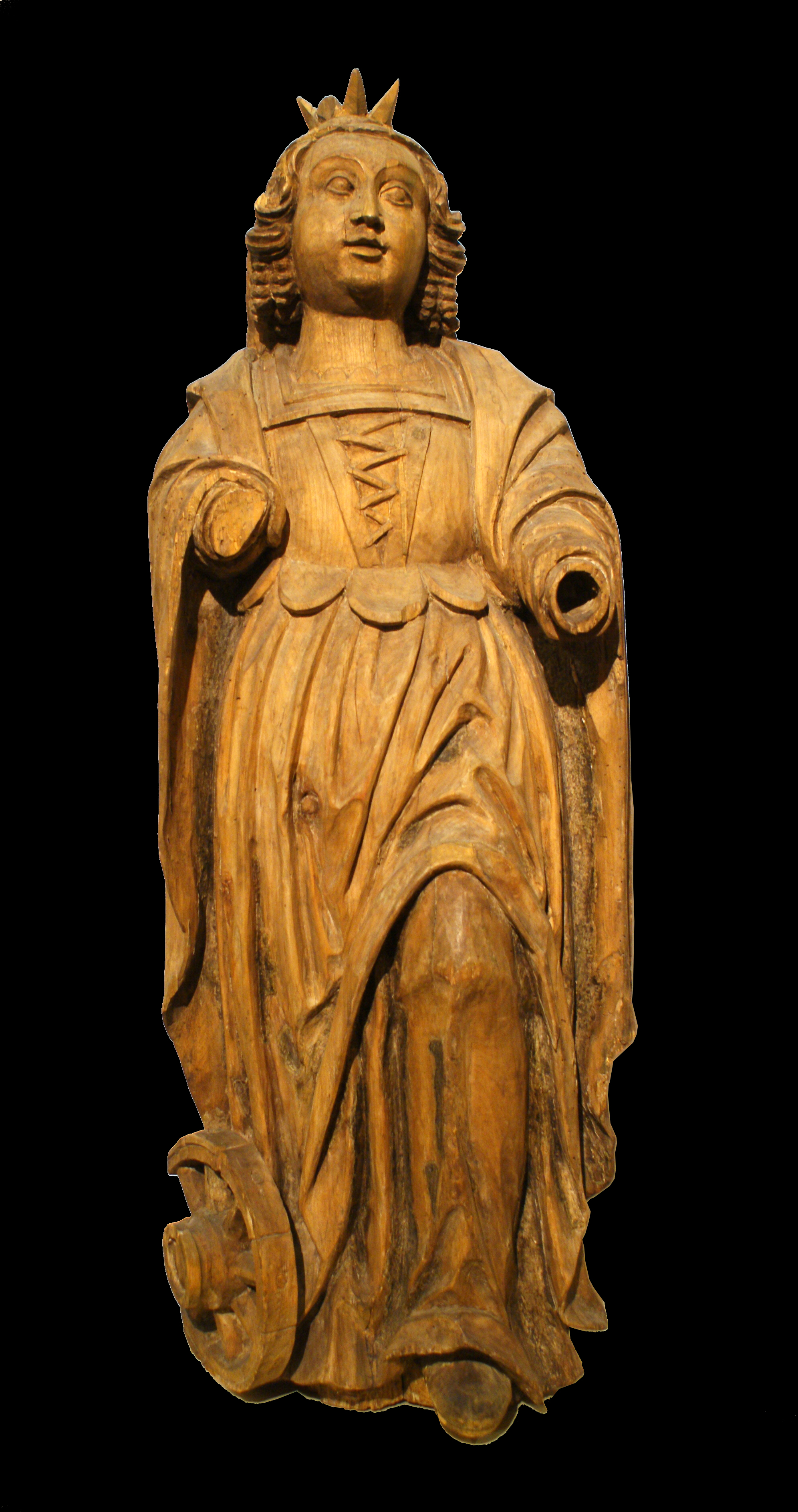
Святая Екатерина Александрийская
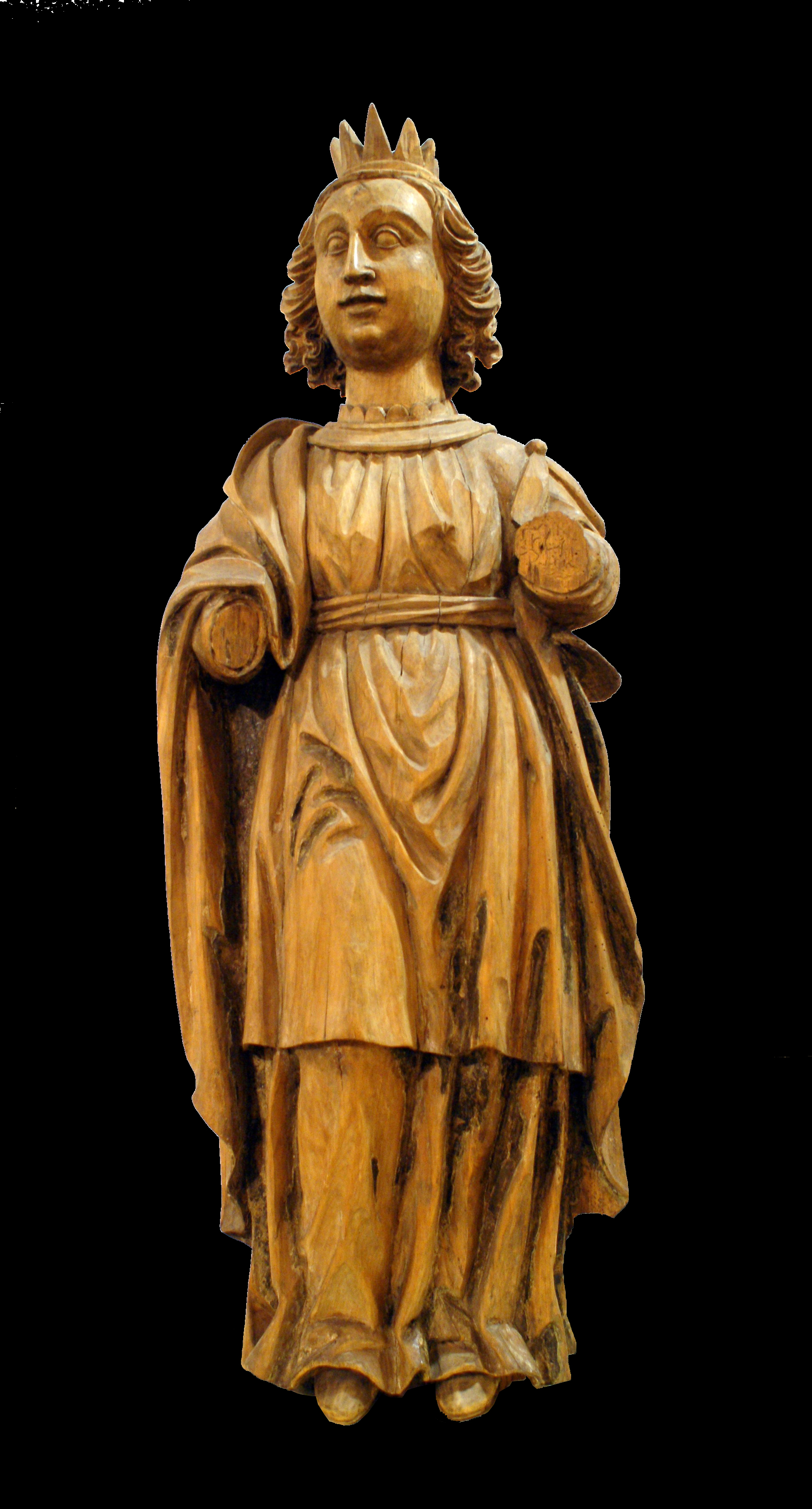
Святая Елизавета Венгерская
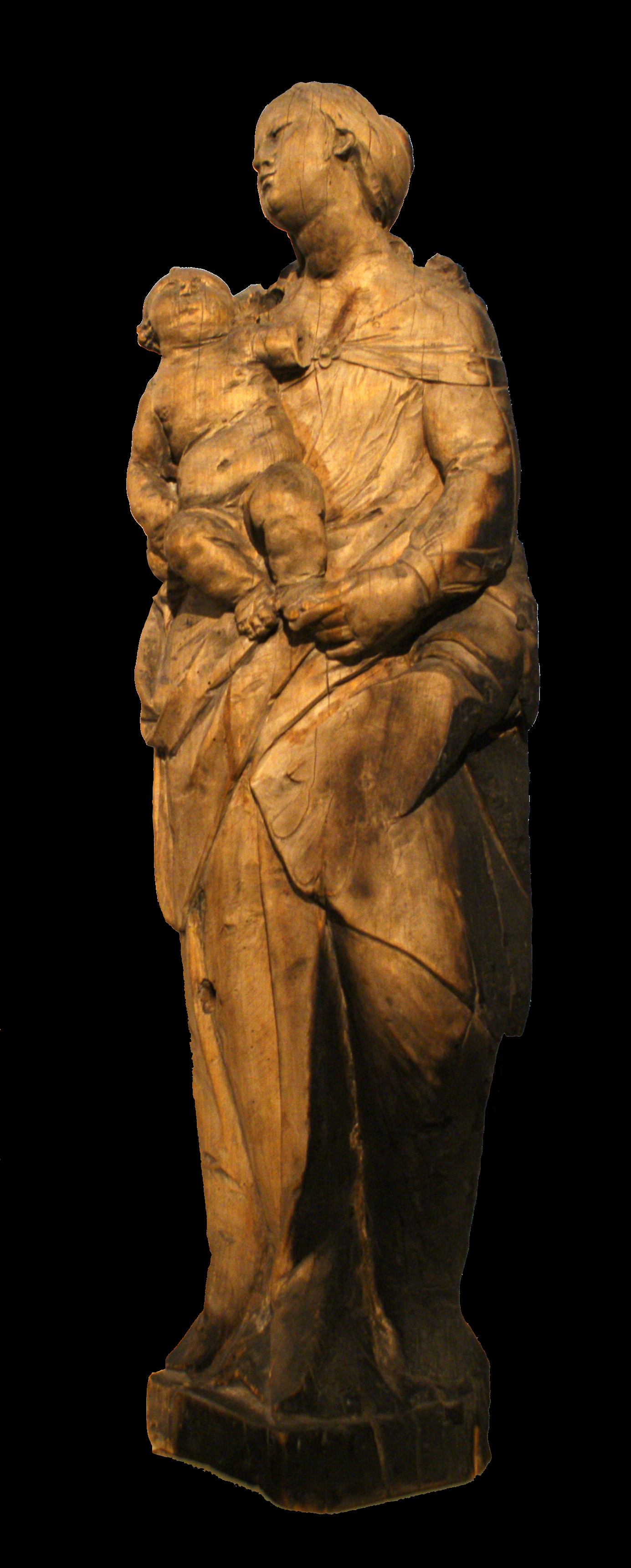
Мария с младенцем из Несвижа. НХМ РБ

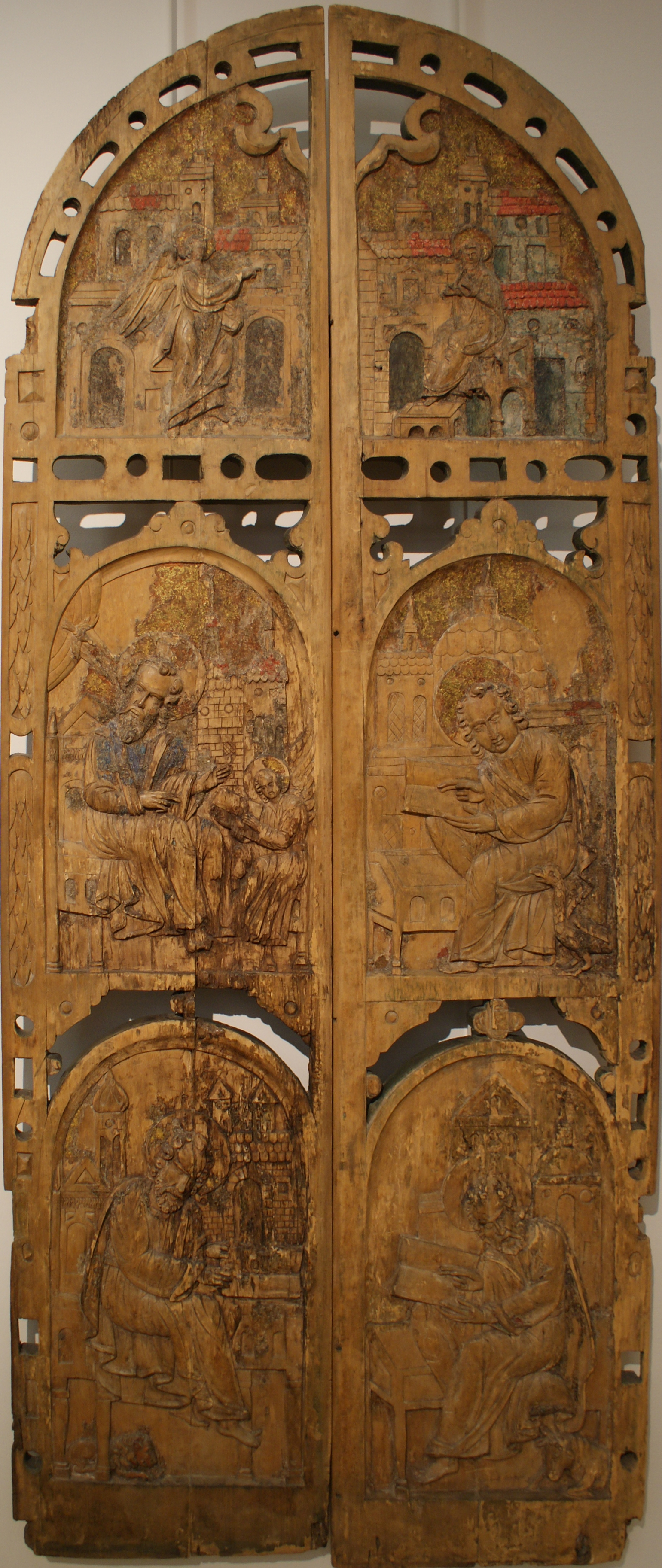
Царские ворота. Конец XVI в. Преображенская церковь, с. Ворониловичи. НХМ РБ

Местные мастера творчески усваивают достижения европейского искусства, трансформируют его в соответствии с историческими условиями, эстетическими концепциями своего времени, представлениями и вкусами своего народа. Во взаимодействии множества художественных тенденций происходит формирование местной школы резьбы, где интенсивно развиваются реалистические тенденции. Яркий пример — царские ворота из с. Ворониловичи Гродненской области (последняя четверть XVI в.).

### Надгробная пластика
Традиции Возрождения оказывают значительное влияние и на развитие надгробной скульптуры, которая довольно широко бытовала в Белоруссии в XVI в. Стремление сохранить свой образ для будущих поколений, утвердить престиж своего рода, почтить память умерших соответствовало духу нового гуманистического мировосприятия, духа нового времени. Среди тогдашней аристократии широкое распространение приобретает поминальный культ. Похоронам придается большая торжественность и помпезность. Гроб обычно ставился в храме на украшенный постамент, над ним возвышались пышные траурные сени, в изголовье гроба располагался погребальный портрет, который потом устанавливался в костеле. Под ним или вместо него ложились каменные или железные плиты с текстом о жизни умершего, его гербом, образами стоящих на коленях возле распятия, евангельскими сценами (в костелах в Ружанах, Будславе, Волпе, Несвиже, Мире, Дятлове и др.).
Культ и культуру надгробной пластики принесли итальянские мастера, деятельность которых способствовала дальнейшему развитию этого вида искусства. Итальянских мастеров пригласил в Краков для строительства часовни-мавзолея в 1520 г. великий князь литовский и король польский Сигизмунд I. После окончания работ некоторые мастера не вернулись на родину, среди них были архитектор и скульптор Бернардин Занобия де Джиянотис (конец XV в. — 1541), Джованни Цини из Сиены (умер в 1565 г.), а также скульптор и мастер медальерного дела Ян Мария Моска (названный Падавана, умер в 1574 г.). Первые два поселились в Вильне, последний — в Кракове, но некоторое время он жил в Вильне, где выполнял различные работы по поручению королевского двора. Сын Сигизмунда I — Сигизмунд II Август и местные магнаты поддерживали художников ренессансной ориентации. По его заказу Падавана совместно с Цини создал памятник его первой жене Елизавете Австрийской. Ему также было поручено создание надгробного памятника и второй жене Сигизмунда Августа — Барбаре Радзивилл. Пример Сигизмунда начали перенимать и некоторые магнаты.
Надгробия выполнялись из мрамора, песчаника или известняка и помещались в храмах часто возле алтаря. Значительная часть их была сосредоточена в Вильне — традиционном месте захоронения крупных феодалов и высшего духовенства. Более скромные памятники находились в многочисленных культовых сооружениях по всей территории Великого княжества Литовского.
Надгробия иногда выполнялись ещё при жизни человека, который предлагал мастерам свой композиционный замысел памятника. Художники пользовались также графическими сериями проектов памятников, которые издавались в Западной Европе, или натурными зарисовками уже существовавших памятников.
Художник только в редких случаях работал один. Как правило, он руководил мастерской и пользовался услугами учеников и помощников. Наибольшее количество мастеров находилось в Вильне — крупном центре ренессансной культуры. Но и при дворах знатных магнатов работали скульпторы, которые создали много надгробий и внесли определённый вклад в развитие мемориальной скульптуры.
В виленском Кафедральном соборе сохранились два крупных, высеченных из красного мрамора рельефа, которые представляли собой верхнюю часть надгробных памятников великого канцлера литовского Альбрехта Гаштольда i виленского епископа Павла Гольшанского. Надгробие Альбрехта Гаштольда выполнено скульптором Бернардином Занобия де Джиянотисом между 1539 и 1541 гг. От этого произведения уцелел только основной рельеф с изображением покойного. Альбрехт Гаштольд изображен как воин, рыцарь, защитник Отечества. В художественном решении этого памятника сочетаются различные концепции. С одной стороны, он приближается к итальянским надгробиям с изображением умершего, который лежит на смертном одре, с другой — к южногерманским барельефам, которые показывают закованного в латы умершего со знаменем в руках.

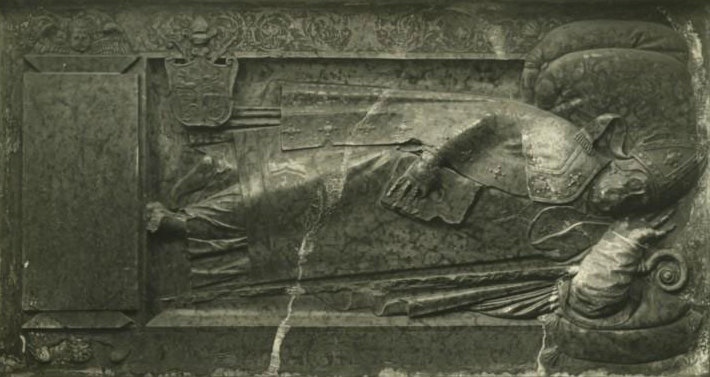
Надгробие Альбрехта Гаштольда. Фотография начала XX века

Надгробие Павла Гольшанского, созданное в мастерской Падавана примерно около 1550 г., определяется другим стилевыми особенностями и свидетельствует о дальнейшем развитии композиционного построения надгробных памятников.
На территории современной Белоруссии почти не сохранились надгробные памятники XVI в. Причина тому — частые войны, пожары, уничтожение. В связи с перестройкой храма некоторые памятники неоднократно переделывались, переносились с места на место, теряя свой первоначальный вид. Среди сохранившихся — мраморный памятник с изображением спящего ребёнка из Мирского замка, который хранится в Гродненском историко-археологическом музее, и надгробный рельеф сына Николая Радзивилла Сиротки — Николая Кристофа Радзивилла, который умер в раннем детстве, в несвижском костеле Божьего Тела.